# Acer elèctric

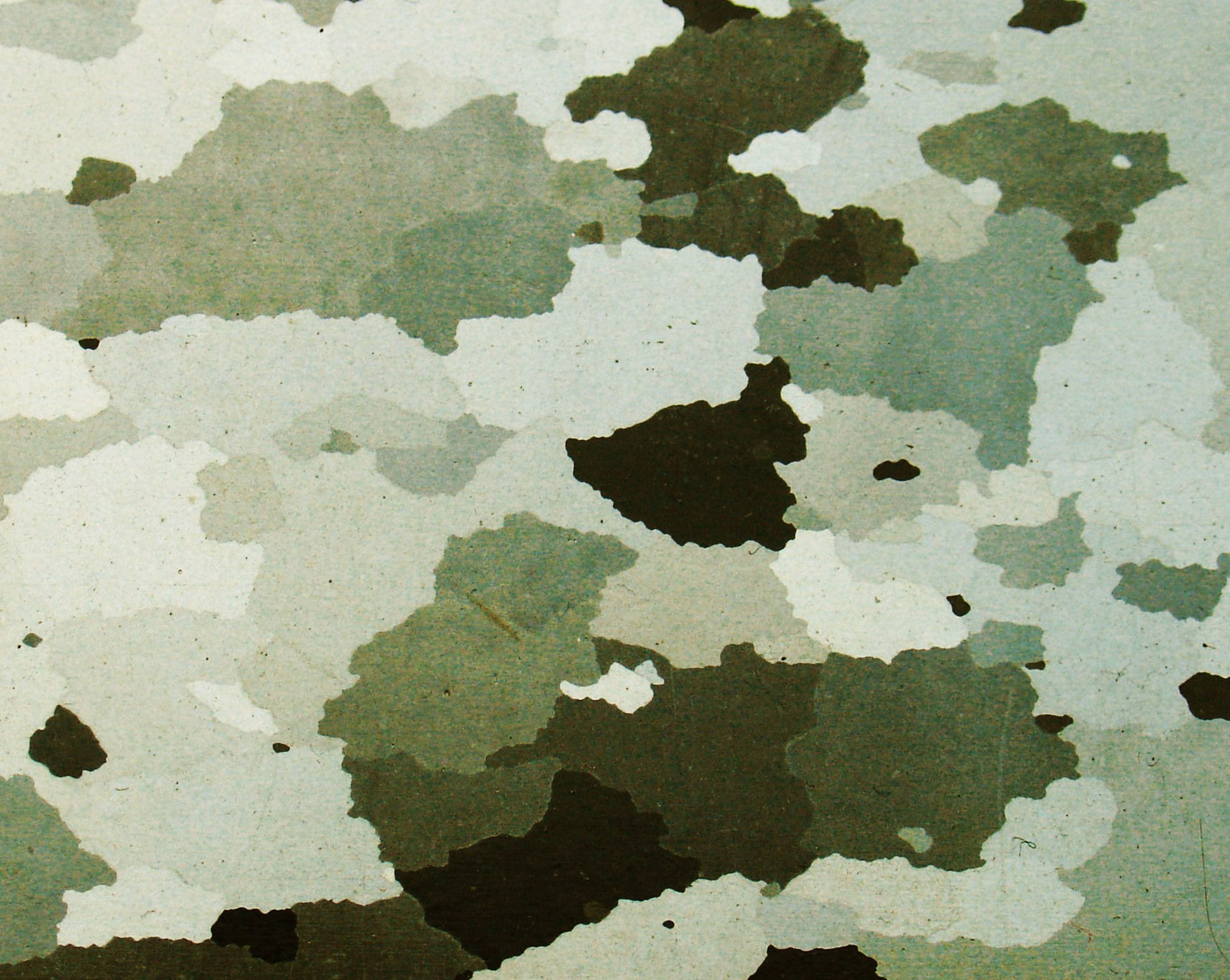
Estructura policristalina d'acer elèctric després d'haver eliminat el recobriment.

L'acer elèctric, també anomenat acer magnètic, acer al silici, o acer per a transformadors, és un acer especial fabricat per posseir determinades propietats magnètiques, com ara una zona d'histèresi petita (poca dissipació d'energia per cicle), que equival a baixa pèrdua en el nucli i una alta permeabilitat magnètica.
El material es fabrica habitualment en forma de xapa laminada en fred de 2 mm de gruix o menys. Aquestes xapes s'apilen i un cop reunides, formen els nuclis de transformadors o d'estators i rotors de motors elèctrics. Les làmines es poden tallar a la seva forma final mitjançant troquelatge; per a quantitats petites, el material es pot tallar amb làser o per electroerosió.

## Metal·lúrgia
L'acer elèctric és un aliatge de ferro amb un contingut de silici que varia de zero a 6,5% (Si: 5Fe). El silici augmenta significativament la resistència elèctrica de l'acer, el que disminueix les corrents de Foucault induïdes pel camp magnètic i, per tant, redueix les pèrdues en el nucli. Es poden afegir també manganès i alumini fins a una proporció de 0,4%.
No obstant això, l'estructura del gra així aconseguit augmenta tant la duresa com la fragilitat del metall, la qual cosa porta desavantatges durant la laminació. Durant el procés d'aliatge, els nivells de concentració de carboni, sofre, oxigen i nitrogen s'han de mantenir baixos, ja que aquests elements eleven la presència de carburs, sulfurs, òxids i nitrurs. La presència d'aquests compostos, fins i tot en partícules tan petites com un micròmetre de diàmetre, augmenta les pèrdues per histèresi mentre que redueix la permeabilitat magnètica. El carboni té un efecte més perjudicial que el sofre i l'oxigen, ja que provoca una gradual reducció de les propietats magnètiques en precipitar en forma de carburs, el que al seu torn resulta en un augment de les pèrdues en el material. Per aquestes raons, el nivell de carboni s'ha de mantenir en 0,005% o menys. Per reduir-lo, es pot recoure l'acer en un ambient descarbonitzant, per exemple, ric en hidrogen.

## Propietats físiques
Valors típics per a un contingut de silici al 3,1%:
- Punt de fusió: 1500 °C
- Densitat: 7650 kg/m³
- Resistivitat: 47.2 × 10-8 Ω · m

## Orientació del gra
Hi ha dos tipus principals d'acer elèctric: amb gra orientat i no orientat.
Els acers elèctrics de gra orientat normalment tenen un nivell de 3% de silici (Si: 11Fe). És processat de tal manera que les propietats òptimes es desenvolupen en la direcció de la laminació, degut a un control estricte de l'orientació dels cristalls respecte a la làmina. A causa de l'orientació especial, la densitat de flux magnètic s'incrementa en un 30% en la direcció de laminació, encara que el seu punt de saturació magnètica es redueix en un 5%. S'utilitza per fabricar nuclis de transformadors d'alta eficiència i electroimants.
L'acer elèctric no orientat en general té un nivell de silici de 2 a 3,5% i té propietats magnètiques isotròpiques, és a dir, similars en totes les direccions, per la qual cosa és menys costós i és apropiat per seva utilització en aplicacions on la direcció del flux magnètic no és rectilínia, majorment en construccions amb simetria cilíndrica (màquines elèctriques rotants). També s'utilitza quan l'eficiència és menys important o quan la geometria de construcció no deixa espai suficient per alinear correctament els components i així aprofitar les propietats anisotròpics de les xapes elèctriques de gra orientat.

## Revestiment
L'acer elèctric sol ser recobert per augmentar la resistència elèctrica entre les làmines, per proporcionar resistència a la corrosió o oxidació i lubricació durant el tall. Hi ha diversos revestiments, tant orgànics com inorgànics i la seva utilització depèn de l'aplicació de l'acer. El tipus de recobriment seleccionat depèn del tipus de tractament tèrmic de les làmines, de si l'aplicació inclou immersió en oli i de la temperatura de treball de l'aparell. La pràctica tradicional consistia a aïllar cada làmina amb una capa de paper o de vernís, però això redueix el factor d'apilament del nucli, limitant la temperatura màxima d'operació del nucli.

## Propietats magnètiques
Les propietats magnètiques de l'acer elèctric depenen del tractament tèrmic, ja que l'augment de la grandària mitjana dels cristalls disminueix les pèrdues per histèresi. Les pèrdues per histèresi es determinen mitjançant una prova estàndard i per als graus comunament disponibles d'acer elèctric, poden variar de 2 a 10 watts per quilogram per a una freqüència de 60 Hz i un flux magnètic d'1,5 Tesla. Existeixen també acers elèctrics semielaborats, els quals són lliurats en un estat tal que, després de donar-li a les xapes la forma final mitjançant encunyat, un posterior i últim tractament tèrmic desenvolupa la mida de gra desitjat de 150 micròmetres. Els acers totalment elaborats generalment es lliuren amb revestiment aïllant, tractament tèrmic complet, i propietats magnètiques definides, per a aplicacions on l'operació d'encunyació no degrada significativament les propietats del material. Una curvatura excessiva, un tractament tèrmic incorrecte, o fins i tot una manipulació o emmagatzematge incorrectes de l'acer poden afectar negativament a les propietats magnètiques i augmentar el soroll a causa de la magnetostricció.

## Acer amorf
Per a certs tipus de transformadors s'utilitzen nuclis d'acer amorf. Aquest material és un metall amorf que es prepara convertint l'aliatge d'acer fos en un refredador rotatiu, que refreda el metall tan ràpidament (a una taxa del voltant d'un megakelvin per segon) que els vidres no tenen temps de formar-se. En els transformadors amb nucli de metall amorf, les pèrdues a causa del material del nucli arriben a ser de tan sols un terç de les que ocorren en els nuclis d'acer convencional. No obstant això, el seu alt cost (aproximadament el doble que el de l'acer convencional) i les seves desavantatjoses propietats mecàniques fan que l'ús de l'acer amorf sigui rendible només per a determinats tipus de transformadors de distribució.